# Federazione calcistica del Kosovo
La Federazione calcistica del Kosovo (in albanese Federata e Futbollit e Kosovës, acronimo FFK; in serbo Фудбалски савез Косова, Fudbalski savez Kosova) è l'organo di governo del calcio in Kosovo.
Si formò come branca regionale della federazione jugoslava nel 1946 ma è indipendente dal 2008; è affiliata agli organismi internazionali di governo della disciplina dal 2016.
La sua sede è a Pristina, capitale del Kosovo.

## Storia
Tra il 1946 e il 2008 la federazione agì come comitato locale della federazione jugoslava e, a seguire, serba.
Il 17 febbraio 2008 il Kosovo dichiarò la propria unilaterale indipendenza dalla Serbia, e la federazione divenne quindi indipendente; per più di 8 anni successivi a tale pronunciamento la FIFA si astenne dall'ufficializzare la posizione della FFK, riservando il riconoscimento solo a quelle dei Paesi membri ONU, che al Kosovo era (ed è tuttora) impedita dal veto della Russia, alleata internazionale della Serbia; l'UEFA seguì nel non permettere l'affiliazione.
Nel febbraio 2013 la FIFA, pur continuando a non riconoscere la FKK, autorizzò altre squadre e selezioni (a eccezione delle altre Nazionali ex-jugoslave) a disputare senza rischio di sanzioni incontri contro la selezione femminile del Kosovo, a condizione che quest'ultima si esibisse senza esporre qualsivoglia simbolo identificativo nazionale (bandiere e/o inni); un anno più tardi, a febbraio 2014, giunse la stessa autorizzazione per quella maschile; quest'ultima il 5 marzo 2014 disputò il primo incontro in regime di tale permissivismo contro Haiti.
Il 3 maggio 2016 il congresso annuale dell'UEFA decise, con un pronunciamento giudicato controverso per le implicazioni politiche e diplomatiche che comportava, di ammettere il Kosovo tra i propri membri con una maggioranza di 28 delegati a 24, suscitando le reazioni della Serbia e della Russia.
Il 13 maggio successivo anche la FIFA si espresse per il riconoscimento.
Il debutto internazionale della nazionale maschile avvenne il 3 giugno 2016 a Francoforte sul Meno (Germania) contro le Fær Øer, una vittoria 2-0; quello della femminile ad Alanya (Turchia) il 1º marzo 2017, una sconfitta 0-5 contro la Polonia.
Dalla stagione 2017-18 le squadre del Kosovo partecipano ai turni preliminari di qualificazione di Champions League e dell'Europa League.